# 岡村多加江
岡村 多加江（おかむら たかえ、1975年12月25日 - ）は、日本の女優、椿組、アンテーヌ所属。身長152cm、体重83kg。東京都出身。

## 来歴
初舞台は1996年。劇作家・小松杏里の主催する演劇プロジェクト・月光舎に入団したが、活動休止に伴い2004年に退団。同年より外波山文明の主宰する劇団椿組に所属している。
2023年3月より、エレクトーン奏者の亀谷真児、作家の吉川英恵と「たかむchae」という音楽朗読ユニットを結成し、吉川の詩を岡村が朗読し、亀谷が即興ピアノ演奏を行うスタイルで活動していた。2024年5月に解散したが、岡村の朗読と亀谷のピアノ演奏によるユニット活動は継続している。

## 人物
- 特技は料理・歌唱・トランペット・アルトリコーダー・鼻笛[注 2]。
- 舞台や17LIVEを中心に活動している。

## 出演
出典他

### 自主制作映画
- シネマ愚連隊「妖艶・軽井沢夫人」（2002年）
- シネマ愚連隊「恐怖・奇形人形」（2003年）

### 映画・Vシネマ
- 工業哀歌バレーボーイズ（2006年） - 虎子役
- 能登の花ヨメ（2008年）
- 工業哀歌バレーボーイズ THE MOVIE（2008年） - 虎子役
- ボーイズ・オン・ザ・ラン（2010年) - 赤いジャージの女役
- 食堂かたつむり （2010年)
- 飯と乙女（2011年）
- カラスの親指（2012年）
- WHO IS THAT MAN!? あの男は誰だ!?（2013年）
- ゲバルト（2013年） - ブタ子役
- ゲバルト2（2014年） - ブタ子役
- 流し屋鉄平（2015年）
- あやしい彼女（2016年）
- ハッピーアイランド（2019年）

### テレビドラマ
- アタシんちの男子（2009年、フジテレビ）
- 湯けむりスナイパー（2009年、テレビ東京）
- 詐欺師リリ子（2009年、テレビ東京）
- ミッドナイト☆ドラマ　SOIL（2010年、WOWOW）
- パーフェクト・リポート（2010年、フジテレビ）
- 土曜時代劇 隠密八百八町 第6話（2011年2月12日、NHK） - 奥女中役
- 水曜ミステリー9 刑事・ガサ姫〜特命・家宅捜索班〜2（2013年5月8日、テレビ東京）
- ご縁ハンター(2014年、NHK)
- NHK連続テレビ小説 まれ（2015年、NHK）
- 土曜スペシャルドラマ　一千兆円の身代金（2015年、フジテレビ）
- ゆとりですがなにか（2016年、日本テレビ）
- 土曜ワイド劇場　棟居刑事の偽完全犯罪（2016年、テレビ朝日）
- 月曜プレミア8 今野敏サスペンス 鬼火 警視庁強行犯係 樋口顕（2020年、テレビ東京）[3]

### バラエティ
- 痛快TV スカッとジャパン（2017年、フジテレビ）[4] - 再現ドラマ
  - 第95回（2017年6月19日）
  - 第99回（2017年7月31日）

### 舞台

#### 椿組

##### 新宿花園神社野外劇
- 丹下左膳'99（1999年）
- 新宿〜路地裏の空海〜（2001年）
- 東京ウェポン　～真夏の決闘～（2002年）
- 20世紀少年少女歌唱歌集（2003年）
- 一天地六〜幕末新宿遊侠伝〜（2004年）
- 新宿ブギウギ〜戦後闇市興亡史〜（2005年）
- GS近松商店（2006年）
- 花火、舞い散る（2007年）
- 新宿番外地（2008年）
- 新宿ジャカジャカ（2009年）
- 天保十二年のシェイクスピア（2010年）
- けもの撃ち（2011年）
- 20世紀少年少女唱歌集（2012年）
- かなかぬち～ちちのみのちちはいまさず～（2013年）
- 廃墟の鯨（2014年）
- 贋作・幕末太陽傳（2015年）
- 贋・四谷怪談（2016年）
- ドドンコ、ドドンコ、鬼が来た！（2017年）
- 『天守物語』 -夜叉ヶ池編-（2018年）
- 「芙蓉咲く路地のサーガ」 〜熊野にありし男の物語〜（2019年）
- 貫く閃光、彼方へ（2021年）
- 夏祭・花之井哀歌（2022年）[注 3]
- 丹下左膳'23（2023年）
- 「かなかぬち」〜ちちのみの父はいまさず〜（2024年）

##### 劇場公演
- アナザールーム（2000年・下北沢「劇」小劇場）
- 烏瓜の園（2004年・新宿シアターブラッツ）
- 公園で・・・待ちながら（2005年・下北沢「劇」小劇場）
- 靴を探して（2006年・シアターグリーンメインホール）
- なつのしま、はるのうた（2007年・下北沢「劇」小劇場）
- 黄金の山（2008年・SPACE雑遊）
- ささくれリア王（2009年・下北沢ザ・スズナリ）
- みちゆき（2010年・中野ザ・ポケット）
- 砂漠から遠く離れて（2011年・シアターブラッツ）
- マイルド・セブンティーンズ・スター（2011年・中野ザ・ポケット）
- 椿版・どん底（2012年・下北沢ザ・スズナリ）
- うしろの正面だあれ（2013年・space雑遊）
- 櫻ふぶき日本の心中（2014年・下北沢ザ・スズナリ）
- 一本刀土俵入り～御存知葛飾篇2014～（2014年・SPACE雑遊）
- 星の塵屑ペラゴロリ（2015年・下北沢ザ・スズナリ）
- 三太おじさんの家（2016年・下北沢ザ・スズナリ）
- 始まりのアンティゴネ（2017年・下北沢ザ・スズナリ）
- 毒おんな（2018年・下北沢ザ・スズナリ）
- かくも碧き海、風のように（2019年・下北沢ザ・スズナリ）
- 肩に隠るる小さき君は（2020年・下北沢ザ・スズナリ）
- 「戦争童話集」〜忘れてはイケナイ物語り〜(2020年・SPACE雑遊）
- シャケと軍手 〜秋田児童連続殺害事件〜（2021年・下北沢ザ・スズナリ）
- 戦争童話集「大・野坂展〜アメリカひじきから戦争童話まで〜」(2021年・SPACE雑遊）
- 戦争童話集Ⅲ「潜水艦とクジラと…」〜忘れてはイケナイ物語り〜(2022年・SPACE雑遊）
- まっくらやみ・女の筑豊（やま）（2023年・新宿シアタートップス）
- ガス灯は檸檬のにほひ（2024年、下北沢ザ・スズナリ）[5]
- キネマの大地-さよならなんて、僕は言わない-（2025年、新宿シアタートップス）[6]
- オンナの夜咄（2025年、雑遊）[7]

#### 客演
- 守り火（2010年・FINE BERRY5月公演・中野ザ・ポケット）[8]
- 光と影からの恵み（2017年・BuzzFestTheater第5回公演・萬劇場）[9]
- 昏闇の色（2018年・BuzzFestTheater第6回公演・下北沢駅前劇場）[10]
- 渇生（2018年・HIGHcolors8回戦・劇・小劇場）[11]
- こっちとそっち（2018年・劇団時間制作第十八回公演・萬劇場）[12]
- ほしい（2019年・劇団時間制作第二十回公演・赤坂RED/THEATER）[13]
- 或る、かぎり（2019年・HIGHcolors10回戦・下北沢小劇場B1）[14]
- 兎の姉妹（2019年・兎座第2回公演・下北沢小劇場B1）[15]
- MASKED HEROES（2020年・藤原たまえプロデュースvol.4・下北沢小劇場B1）[16]
- 絶対に怒ってはいけない!?（2022年・劇団チャリT企画・下北沢駅前劇場）[17]
- Wの非劇（2023年・劇団チャリT企画・下北沢駅前劇場）[18][19]
- 脳天ハイマー（2023年・兎座第4回公演・下北沢小劇場B1）[20]
- 脳天ハイマー（2024年・兎座番外公演in大阪・インディペンデントシアター2nd）[21]
- Re: プレイバックpart3（2024年・劇団チャリT企画・下北沢駅前劇場）[22]
- 脳天ハイマー（2024年・兎座番外公演in福岡・ぽんプラザホール）[23]
- 脳天ハイマー（2025年・兎座番外公演in東京凱旋・赤坂RED/THEATER）[24]

#### 月光舎時代
- 銀河中学三年宙組賢治先生
- アリスの商人（あきんど）
- 啼く月に思ふ

他多数

### 朗読
- 音楽ノチカラ、ありがとう（2023年3月11日・東京汐留BLUE MOOD）[25]

- 第1回たかむchaeの夕べ（2023年3月5日・ナカノピグノウズ）[26]

- 第2回たかむchaeの夕べ 名古屋にて（2023年8月27日・音楽空間くりんくらん）[27]
- 第3回たかむchaeの夕べ～番外編～『たかむchaeのおはなしこんさーと』 大阪にて（2024年2月11日・茨木seven step music）[28]
- 第4回たかむchaeの夕べ～番外編～『たかむchaeといっしょ』（2024年5月11日・早稲田カンカラーカフェ）[29]

- 朗読とピアノを聴く会です（2024年12月15日・恵比寿Kira Hall）[30]
- 朗読とピアノを聴く会です vol.2（2025年3月30日・天神橋筋六丁目La Paz）[31]